# کنجی تومیتا
کنجی تومیتا (ژاپنی: 冨田 健二؛ زادهٔ ۱ ژوئیهٔ ۱۹۶۷) یک بازیکن فوتبال اهل ژاپن است.
از باشگاه‌هایی که در آن بازی کرده‌است می‌توان به باشگاه فوتبال یوکوهاما فلگلز و باشگاه فوتبال سانفریس هیروشیما اشاره کرد.